# Арський цвинтар
А́рський цвинтар (тат. Арча зираты, рос. Арское кладбище) — центральний некрополь Казані, у Вахітовському районі міста. У 1980 році цвинтар був закритий для поховань.

## Історична довідка

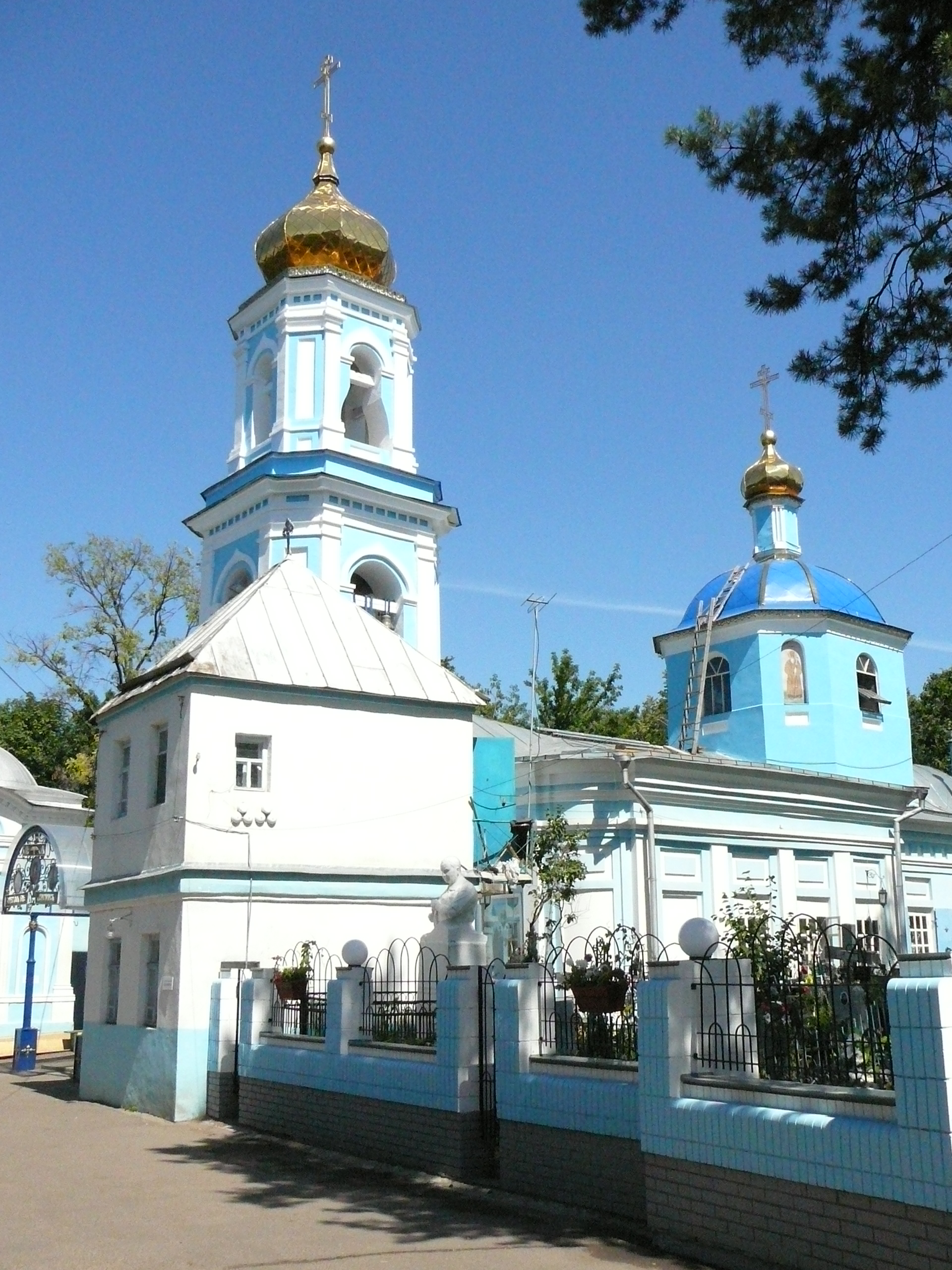
Церква Ярославських чудотворців

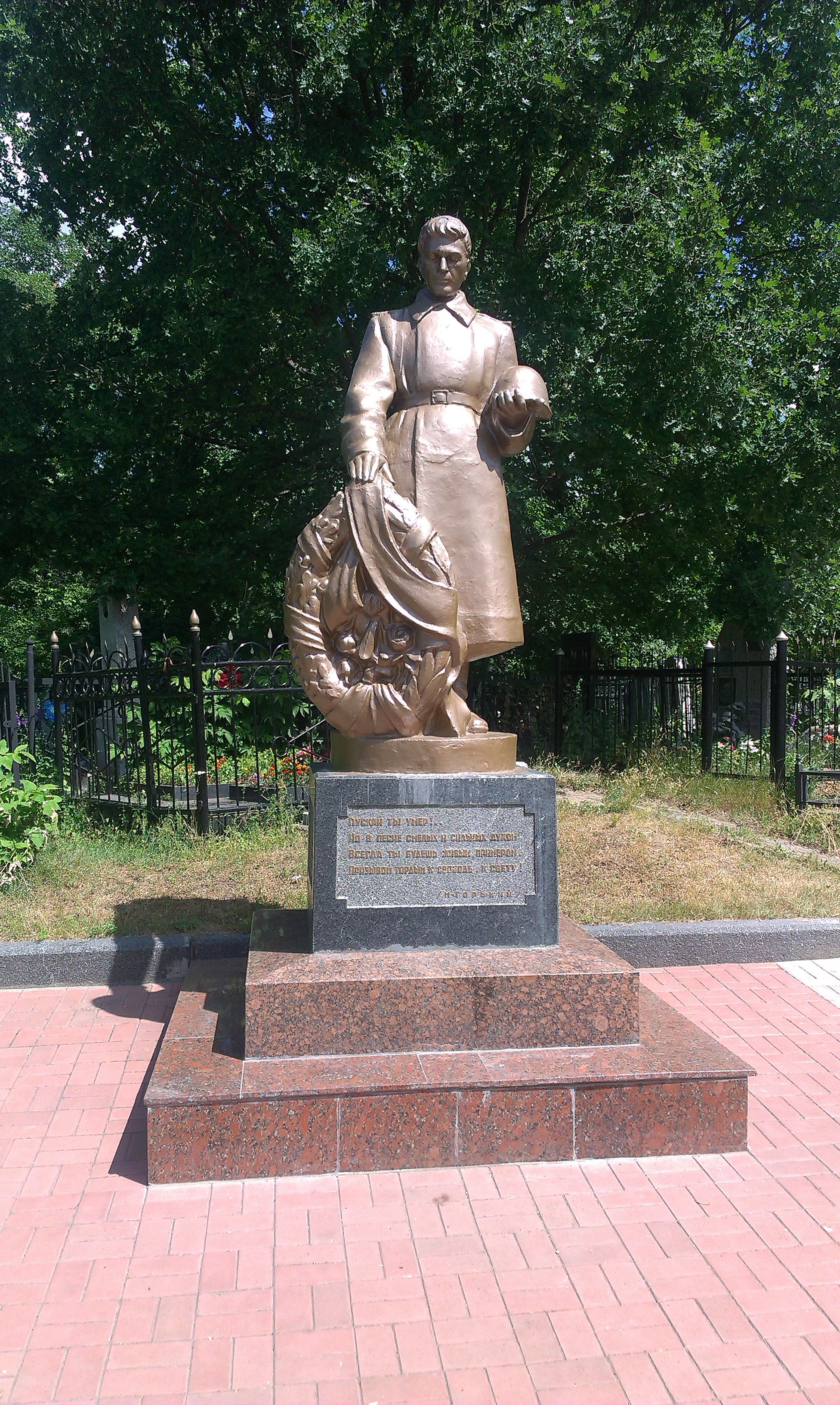

Вперше Арський цвинтар згадується у 1766 році на плані Казані, складеному Василем Кафтиревим. Тоді на цвинтарі вже була каплиця. 
Перші відомі поховання на Арському цвинтарі відбулися тут 12 і 13 липня 1774 року, коли землі були віддані тіла загиблих під час штурму Казанського посаду і Кремля повстанців армії Омеляна Пугачова, а також містян, полеглих при зіткненні з його військом. Тоді цвинтар називався Куртинським.
Найдавніше поховання, виявлене на цьому цвинтарі, відноситься до 1820 року, це могила міського голови Осипа Петрова. Територія цвинтаря поступово збільшувалась, з'явилися ділянки для представників неправославних конфесій (лютеран, католиків, старообрядців різних розмов, юдеїв), а також військових поховань. 
Поступово розрізнені ділянки з'єдналися в єдиний некрополь. 
У 1835 році міська влада обнесли цвинтар парканом. 
У 1884 році контора Арського цвинтаря прийняла нинішній вигляд (автор проекту — архітектор В. Бечко-Друзін). 
На Арському цвинтарі є братська могила, в якій спочивають військовослужбовці, загиблі в роки другої світової війни. На згадку про них на цвинтарі встановлена меморіальна скульптура воїна, а також стели з іменами солдатів та офіцерів.
На цвинтарі поховані не менше 300 тисяч чоловік. На його території є 1 православне, 2 єврейських, 2 старообрядницьких, католицьке, лютеранський, німецьке, польське і військове кладовище.
На Арському цвинтарі був похований син Йосипа Сталіна — Василь Джугашвілі. У 2002 році його останки були перепоховані на Троєкурівському цвинтарі в Москві. Зараз на місці могили встановлено пам'ятник-кенотаф.

## Цвинтарна церква
Церква святих благовірних князів Феодора, Давида і Костянтина, Ярославських чудотворців (1796) — єдина яка була не закрита в радянські часи. Дзвіниця храму побудована за проектом архітектора Фоми Івановича Петонді у 1844 році. Спорудження та реконструкцію храму здійснювалися на кошти міської громади. Сам храм, будучи цвинтарним і спочатку споруджувався для відспівування православних християн, не мав власного приходу та був приписаний до кафедрального Благовіщенського собору. Так тривало до 1925 року, коли, після закриття Благовіщенського собору, цвинтарна церква стала парафіяльною.
З 1938 по 1946 роки цвинтарний храм був єдиним діючим у всій Казані, тому мав статус кафедрального. 

## Відомі особи, поховані на Арському цвинтарі
- Арбузов Борис Олександрович
- Арбузов Олександр Єрмінінгельдович
- Бонч-Осмоловський Гліб Анатолійович
- Дев'ятаєв Михайло Петрович
- Катанов Микола Федорович
- Лобачевський Микола Іванович
- Петляков Володимир Михайлович
- Петрушевський Дмитро Мойсейович
- Фешин Микола Іванович

## Галерея

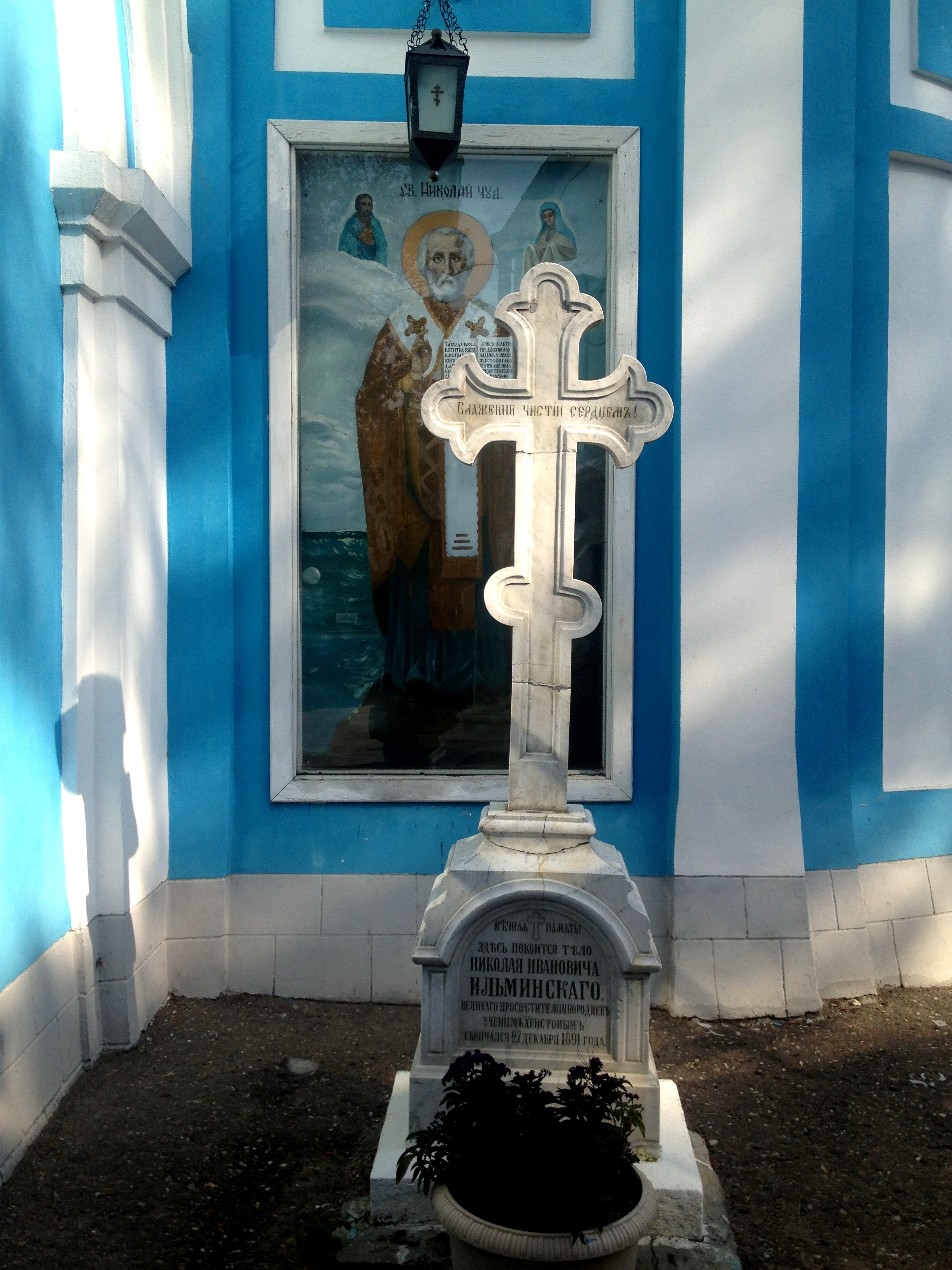
Могила Ільминського (1822-1891/1892)
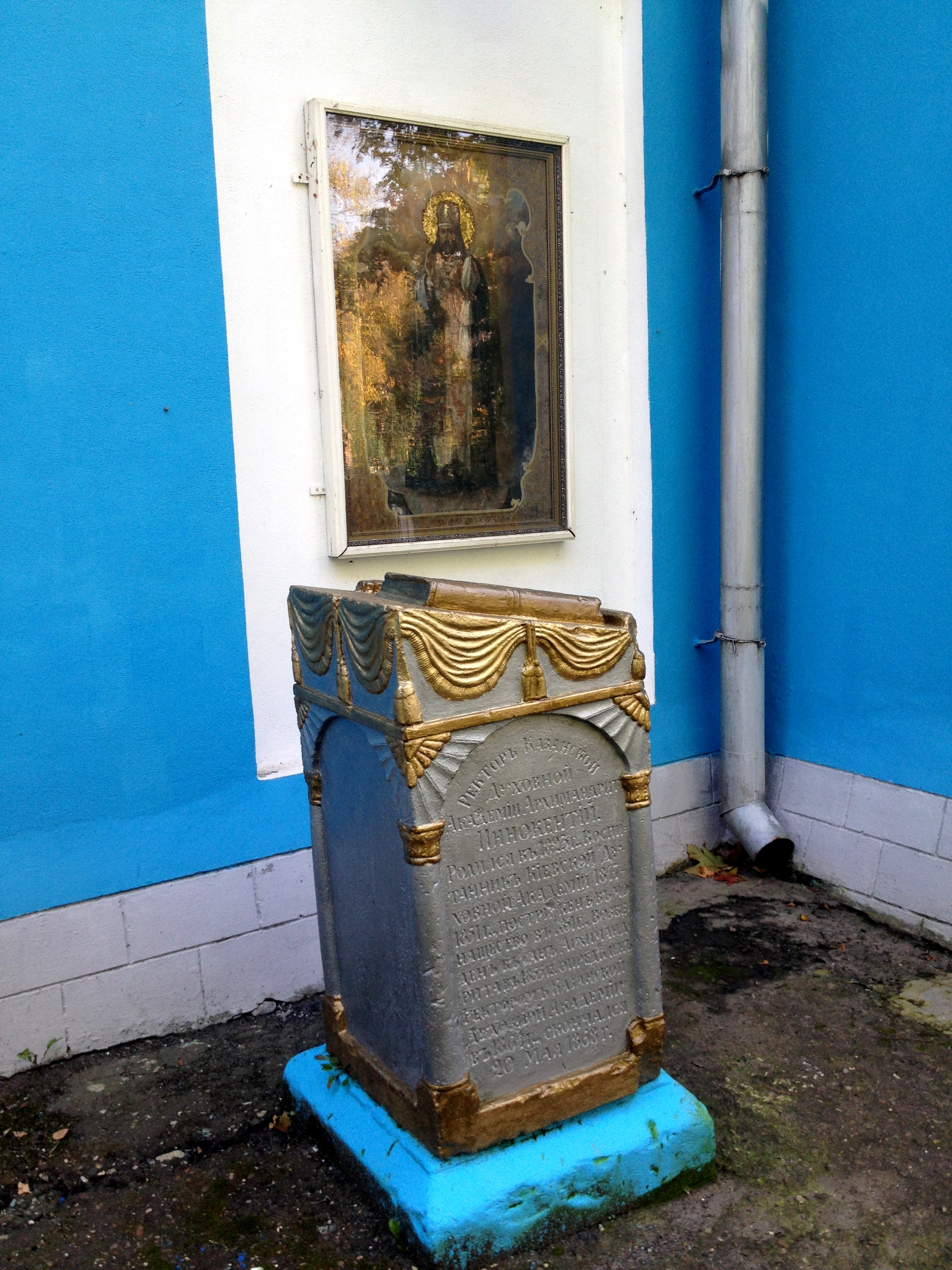
могила архімандрита Інокентія
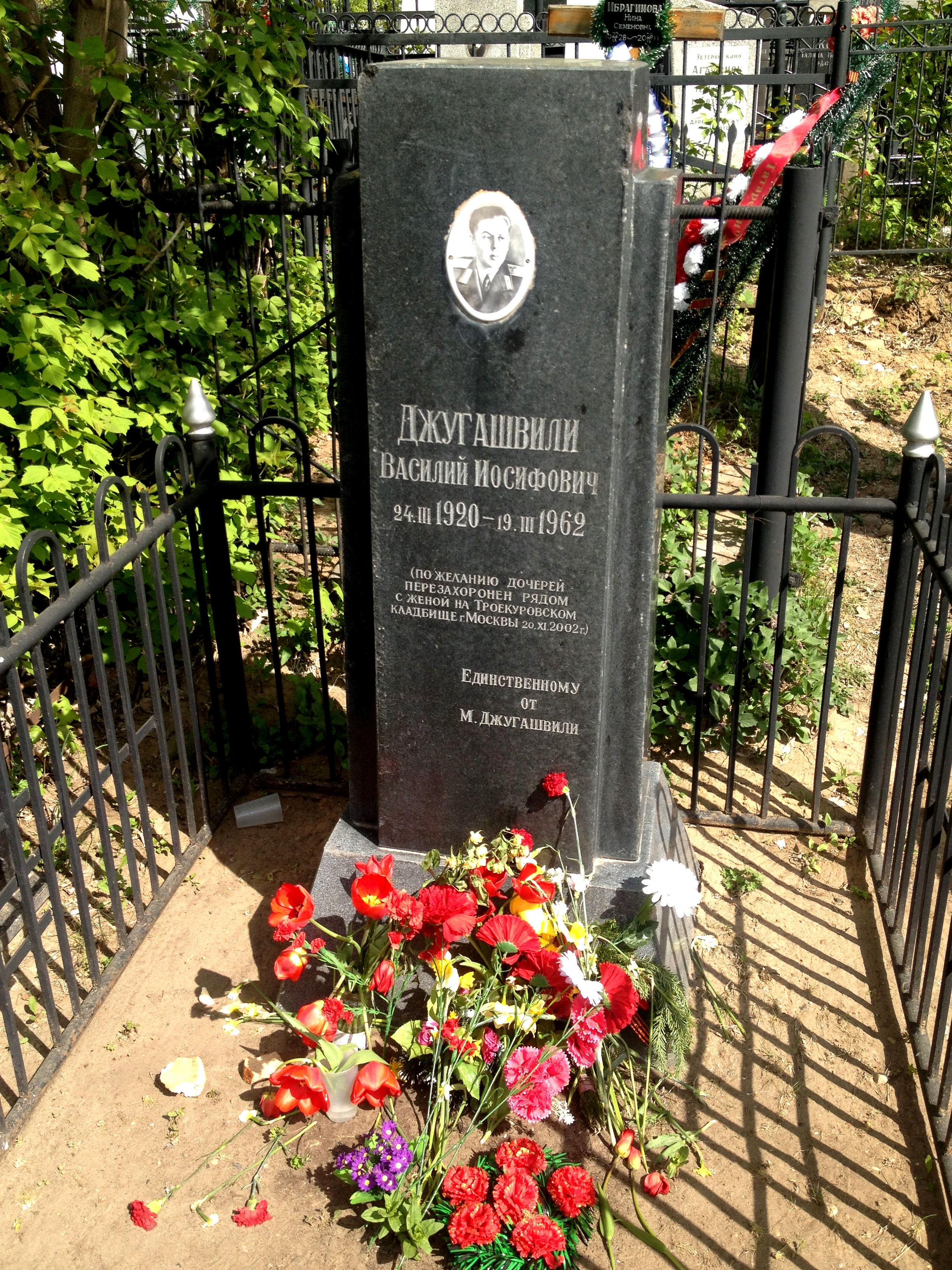
кенотаф В. І. Джугашвілі (Сталіна)
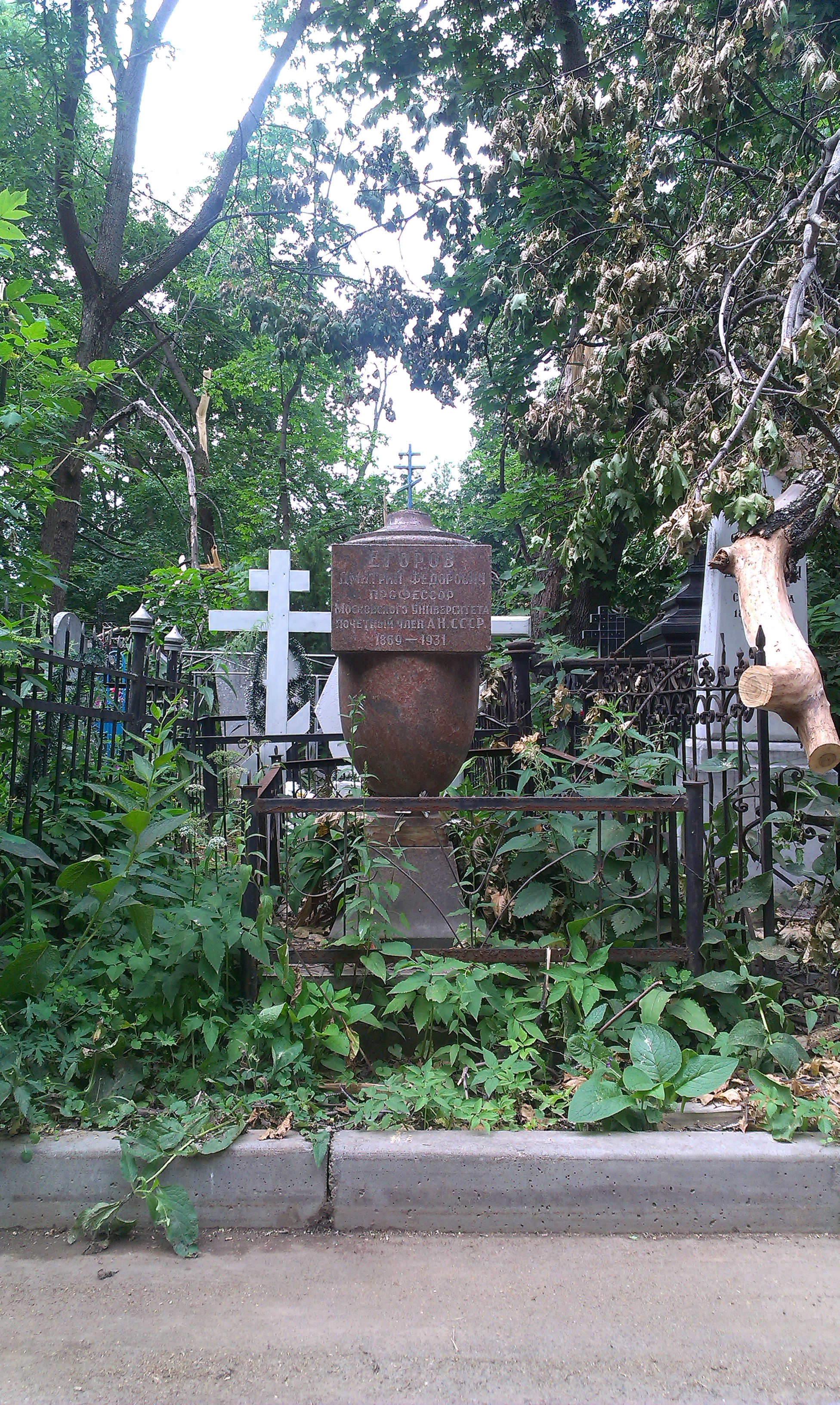
Могила професора Д. Ф. Єгорова (1869-1931)
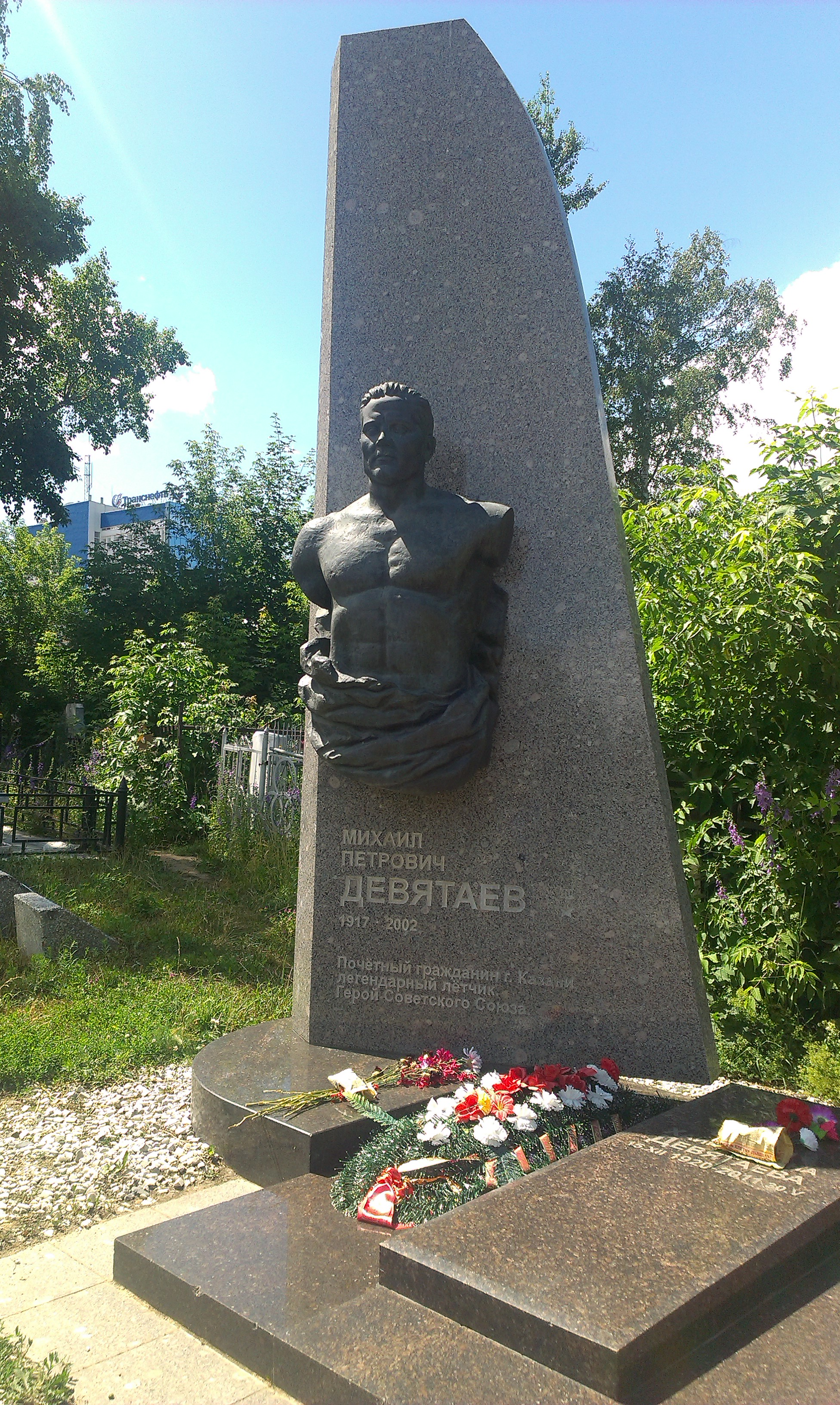
Могила Дев'ятаєва Михайла